# Naturschutzgebiet Dormecketal

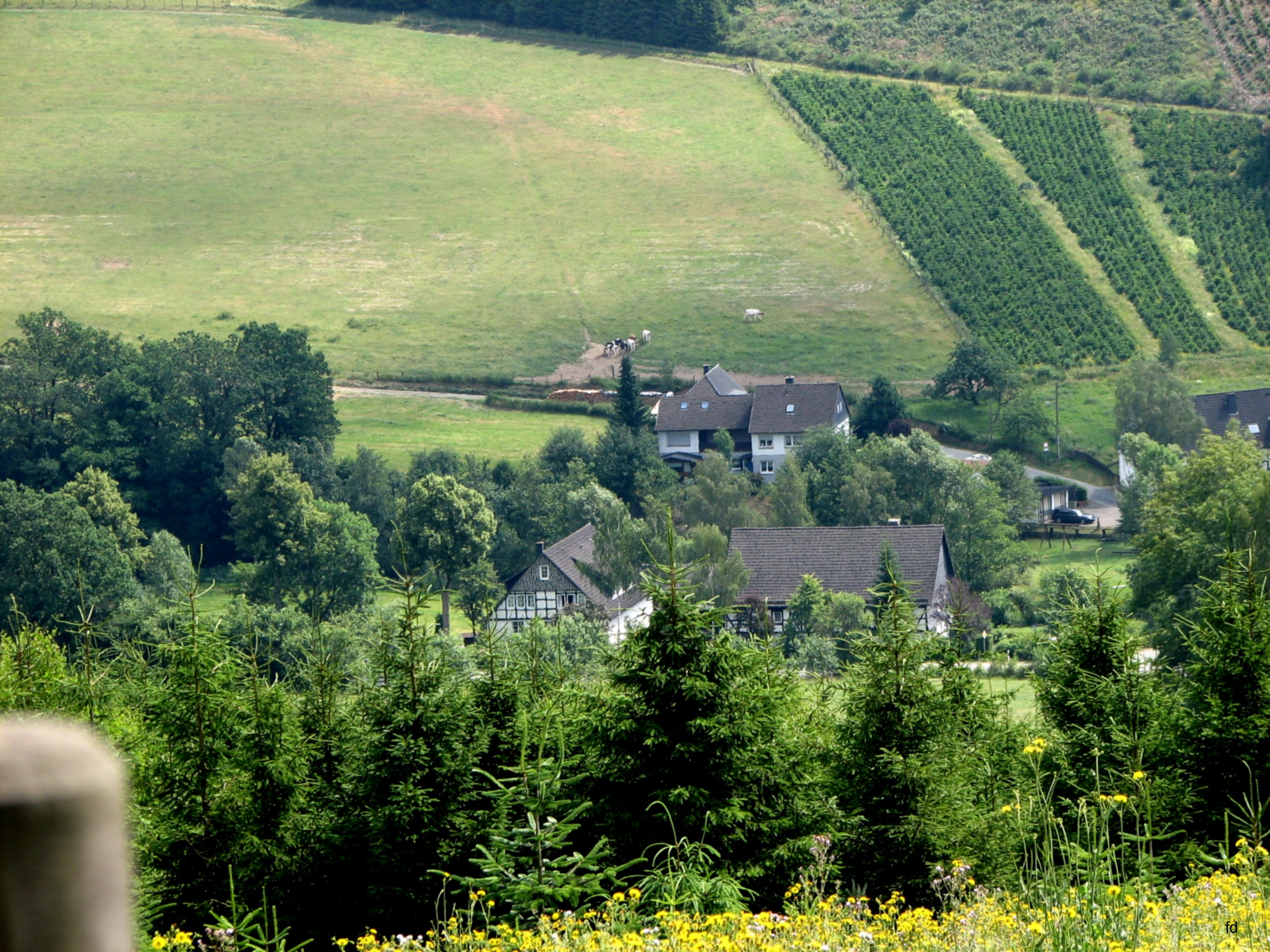
Dormecketal

Das Naturschutzgebiet Dormecketal mit einer Größe von 18,5 ha liegt südlich von Dormecke im Gemeindegebiet von Eslohe. Das Gebiet wurde 2008 mit dem Landschaftsplan Eslohe durch den Hochsauerlandkreis als Naturschutzgebiet (NSG) ausgewiesen.

## Gebietsbeschreibung
Es handelt sich um ein Wiesental mit dem Bachlauf der Dormecke.
Das Biotopkataster vom Landesamt für Natur, Umwelt und Verbraucherschutz Nordrhein-Westfalen dokumentiert zum Wert des Schutzgebietes: „Der große strukturelle Reichtum des Talabschnitts und der gute Erhaltungszustand der Dormecke bedingt, dass das Gebiet einen hervorragenden Platz im Vergleich mit anderen Tälern des Naturraums "Innersauerländer Senken" einnimmt. Da noch Fragmente des feuchten als auch mageren Grünlandes erhalten geblieben sind und die natürliche Überschwemmungsdynamik noch weitergehend intakt ist, hat das Gebiet zudem ein sehr hohes Entwicklungspotential. Im Zusammenhang mit den bachabwärts anschließenden Abschnitten der Dormecke kommt dem Gebiet eine hohe Bedeutung im Hinblick auf die Vernetzung naturnaher Gewässer im Naturraum zu.“

## Pflanzenarten im NSG
Es wurden durch das Landesamt für Natur, Umwelt und Verbraucherschutz Nordrhein-Westfalen Pflanzenarten wie Acker-Witwenblume, Bach-Quellkraut, Bachbunge, Besenginster, Bitteres Schaumkraut, Blaugrüner Schwaden, Blutwurz, Brennender Hahnenfuß, Echter Baldrian, Echtes Johanniskraut, Echtes Labkraut, Echtes Mädesüß, Echtes Springkraut, Gewöhnliche Pestwurz, Gewöhnlicher Gilbweiderich, Gewöhnliches Ferkelkraut, Hain-Gilbweiderich, Kleine Bibernelle, Kleines Habichtskraut, Kletten-Labkraut, Kohldistel, Kriechender Hahnenfuß, Magerwiesen-Margerite, Quell-Sternmiere, Rosenrotes Weidenröschen, Rundblättrige Glockenblume, Oregano, Schlangen-Knöterich, Spitzlappiger Frauenmantel, Sumpf-Dotterblume, Sumpf-Helmkraut, Sumpf-Vergissmeinnicht, Vogel-Wicke, Wald-Ehrenpreis, Wald-Engelwurz, Wald-Witwenblume, Wald-Ziest, Wasser-Minze, Wasserdarm, Wiesen-Bärenklau und Wiesen-Flockenblume dokumentiert.

## Schutzzweck
Schutzzweck ist der Schutz des Wiesentals mit seiner großen strukturellen Vielfalt.